# Laz böreği

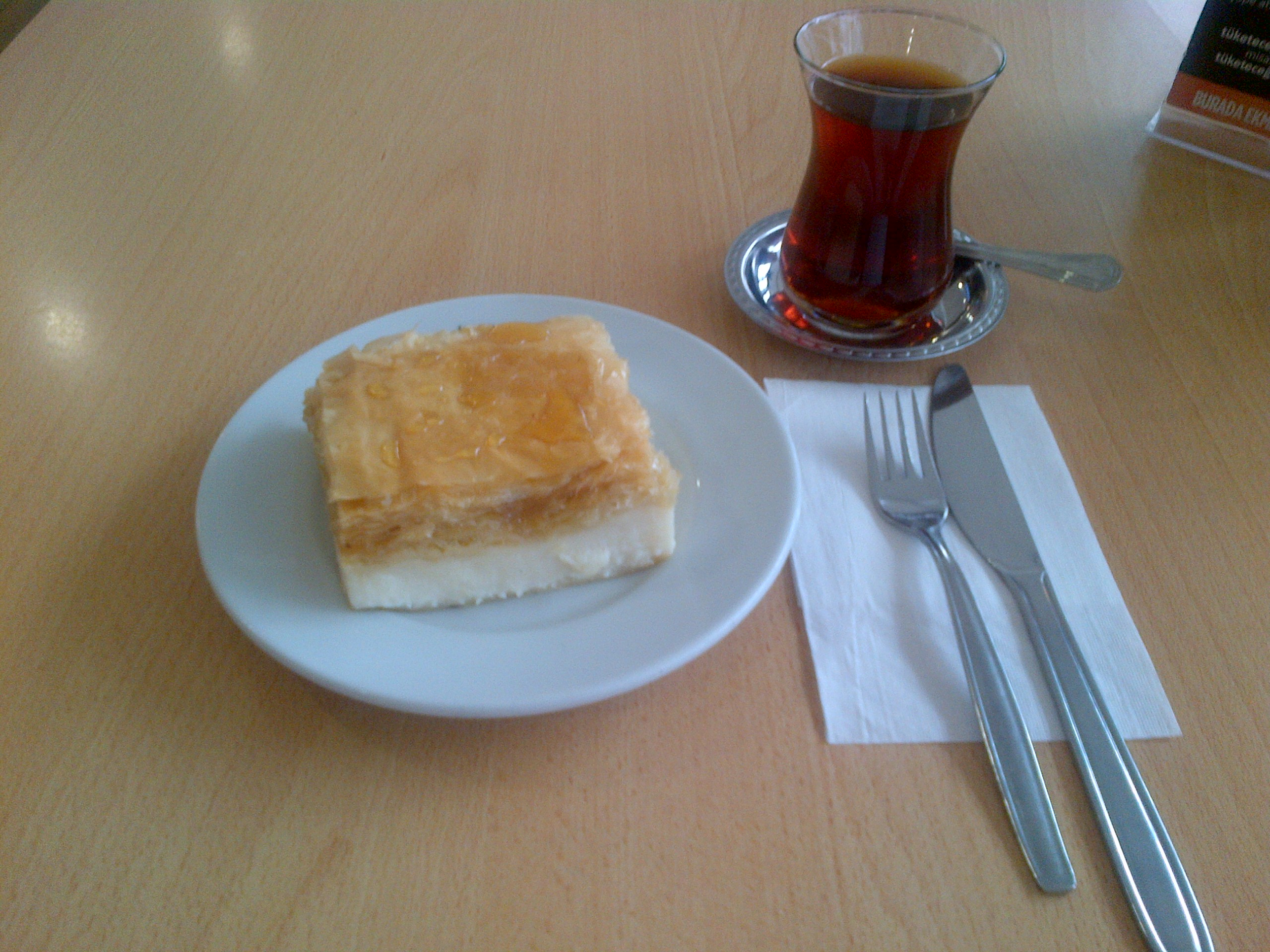
Una porción de laz böreği con un vaso de té turco.

Laz böreği es un postre turco de capas de yufka, con un relleno similar a queso fresco derretido, tradicionalmente hecho en la región del Mar Negro oriental, aunque actualmente difundido a toda Turquía.  A pesar de contener almíbar es un postre liviano, gracias al tipo de relleno empleado.
A pesar de que su nombre lleve la palabra börek, un plato de masa salado, laz böreği, junto con künefe y kemalpaşa tatlısı, forma una subcategoría de los postres de masa con queso o crema en la cocina turca.

## Elaboración
La masa se prepara en hojas finas con harina, azúcar, yogur, mantequilla o margarina, aceite, huevos, y polvo de hornear. El relleno se elabora igual que un muhallebi, pero con más consistencia. Para el jarabe se usa agua, azúcar y gotas de zumo de limón.

## Nombres y variedades

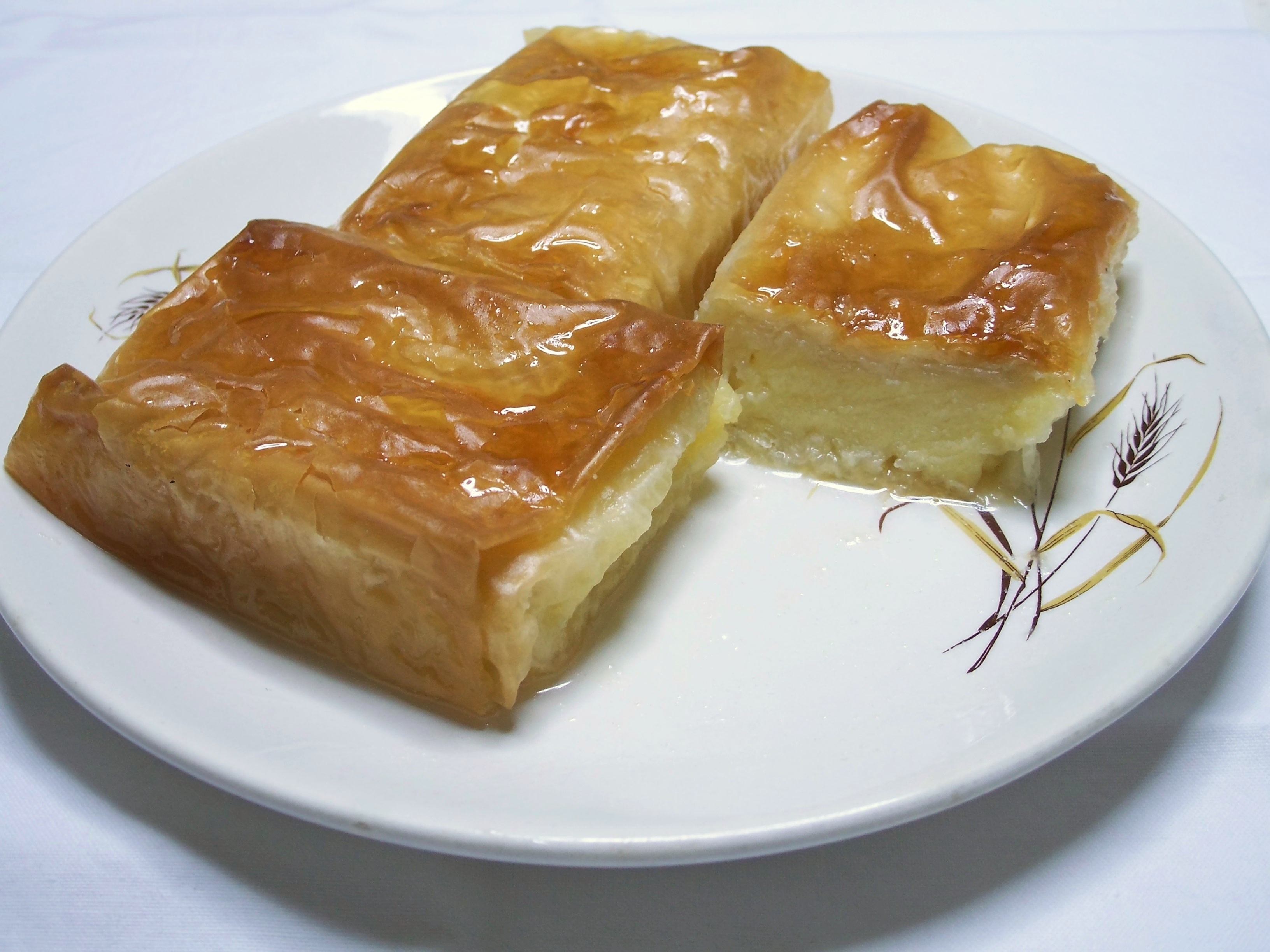
Tres trozos de galaktoboureko griego.

Laz böreği significa "börek al estilo Laz". A veces se escibe como Lazböreği también. En Grecia el postre se conoce con el nombre de Galaktoboureko (γαλακτομπούρεκο) que significa "pastel de leche"; de γάλα gala (leche) y bourek (börek). En la cocina griega se utiliza crema pastelera (a veces aromatizada con limón o naranja) y se hace en pasta filo. Puede espolvearse con azúcar glas y suele servirse con un sirope claro. A diferencia de la milhojas, a la que recuerda, la crema pastelera se cocina con el pastel en lugar de añadirse después.
Existe una versión no auténtica de laz böreği que se hace con hojaldre, en vez de filo tipo yufka, -algo parecido al milhojas- y se vende en las pastelerías de las grandes ciudades de Turquía.

## Consumo
Laz böreği siempre se come tibia, ojalá recién hecho, si no, se calienta un poco al servir.